# Carlton Highdale
Carlton Highdale est une paroisse civile du Yorkshire du Nord, en Angleterre.